# Arturo Salah
Arturo Alejandro Salah Cassani (* 4. Dezember 1949 in Santiago de Chile) ist ein ehemaliger chilenischer Fußballspieler und -trainer. Er gewann als Spieler einmal den chilenischen Pokal, als Trainer zweimal die Meisterschaft und zudem dreimal in Folge den chilenischen Pokal. Als Trainer der Nationalmannschaft nahm er an der Copa América 1991 und 1993 teil.

## Karriere

### Spieler
Arturo Salah begann seine Karriere bei Audax Italiano, bei dem er 1969 in die Profimannschaft aufrückte. Der Defensivspieler spielte noch für drei weitere Vereine, die allesamt aus der Hauptstadt Chiles kommen: die beiden Universitätsklubs CD Universidad Católica und CF Universidad de Chile sowie zum Ende seiner Spielerlaufbahn den CD Palestino. Mit La U gewann Arturo Salah 1979 die Copa Chile.

### Trainer
Arturo Salah wurde 1986 Nachfolger von Pedro García Barros als Trainer des CSD Colo-Colo. Salah trat in große Fußstapfen, denn García gewann mit dem Hauptstadtklub in fünf Jahren zweimal die Meisterschaft und dreimal den chilenischen Pokal. Salah änderte das Spielsystem auf ein 4-2-2-2 und konnte ebenfalls die Meisterschaften 1986 und 1989 feiern. Es gelangen ihm von 1988 bis 1990 zudem auch drei Pokalsiege. Durch die Erfolge wurde er zum Trainer der Nationalmannschaft berufen, bei denen er bei der Copa América 1991 und 1993 an der Seitenlinie stand. Bei der Copa 1991 im eigenen Land wurde Chile Turnierdritter, bei der Copa 1993 schied die Nationalmannschaft Chiles als Gruppenvierter in der Vorrunde aus. Für die Weltmeisterschaft 1994 war Chile von der FIFA gesperrt. In den 23 Partien unter Salah gewann Chile neun Spiele und verlor acht, die anderen endeten unentschieden.
Noch während seiner Zeit beim Nationalteam begann er seine Tätigkeit als Trainer bei CF Universidad de Chile, bei denen er den Grundstein für die Meisterschaft 1994 unter Nachfolger Jorge Socías legte. Er selbst war da aber schon bei seiner ersten Auslandsstation in Mexiko aktiv. 1999 kam er zurück nach Chile und wurde Trainer des CD Cobreloa. Von 2001 bis 2003 war Salah Staatssekretär beim Nationalen Sportinstitut Chiledeportes. Danach war der ehemalige Verteidiger von 2004 bis 2007 Coach des CD Huachipato sowie erneut Trainer von 2007 bis 2008 des CF Universidad de Chile und von 2010 bis 2011 von Huachipato. 2012 trainierte Salah die CD Santiago Wanderers als letzte Trainerstation. Im Januar 2016 wurde der Salah zum Präsidenten des Fußballverbandes Federación de Fútbol de Chile ernannt. Diese Position hatte er bis 2019 inne.

## Erfolge

### Spieler
CF Universidad de Chile
- Chilenischer Pokalsieger: 1979

### Trainer
CSD Colo-Colo
- Chilenischer Meister: 1986, 1989
- Chilenischer Pokalsieger: 1988, 1898, 1990